# Silenoz
Silenoz (pravo ime Sven Atle Kopperud, Norveška, 1. ožujka 1977.) je norveški gitarist koji je, uz Shagratha i Tjodalva, jedan od suosnivača black metal-sastava Dimmu Borgir.
SIlenoz je od samih početaka bio gitarist Dimmu Borgira, a uz to je i skladao melodije, pisao tekstove pjesama te doprinosio pozadinskim vokalima na albumima For All Tid, Stormblåst, EP-u Godless Savage Garden te na ponovo smimljenoj verziji Stormblåsta. Isprva je koristio umjetničko ime Erkekjetter Silenoz, što je kasnije skratio na Silenoz.

## Vanjske poveznice
- Silenozov profil na službenoj stranici Dimmu Borgira  Arhivirana inačica izvorne stranice od 2. listopada 2007. (Wayback Machine)